# Neoclosterus lemairei
Neoclosterus lemairei är en skalbaggsart som först beskrevs av Auguste Lameere 1903.  Neoclosterus lemairei ingår i släktet Neoclosterus och familjen långhorningar. Inga underarter finns listade i Catalogue of Life.